# وزارة الشؤون الخارجية (الهند)
وزارة الشؤون الخارجية في الهند، تُعرف أيضًا باسم وزارة الخارجية، هي هيئة حكومية مسؤولة عن إدارة العلاقات الخارجية للهند. تتبع الوزارة حكومة الهند وهي مسؤولة عن تمثيل الهند في الأمم المتحدة. تقدم النصيحة للوزارات الأخرى ولإدارات الولايات حين تتعامل الأخيرة مع الحكومات أو المؤسسات الأجنبية.

## التاريخ الموجز
سميت الوزارة في البداية وزارة الشؤون الخارجية وعلاقات الكومنولث، كما كانت في أيام الراج البريطاني. غُيّر اسمها إلى وزارة الشؤون الخارجية في عام 1948. واحتفظ رئيس الوزراء جواهر لال نهرو بهذه الحقيبة إضافةً لمهامه الأخرى حتى توفي في عام 1964، وحينها عُين أول وزير خاص لهذه الحقيبة. تتحمل الوزارة مسؤولية إدارة تلال النجا ومنطقة توينسانغ، إضافة إلى قانون الهجرة الهندي عام 1923، وقانون المعاملة بالمثل عام 1943، وقانون لجنة ميناء الحج عام 1932، وقانون الشحن التجاري الهندي المتعلق بسفن الحجاج، وقواعد شحن الحجاج الهندية عام 1933، وقانون حماية الحجاج 1887 (بومباي) وقانون حماية الحجاج المسلمين عام 1896 (البنغال) وجميعها من مسؤوليات وزارة الشؤون الخارجية.
الوزارة هي الجهة المتحكمة في الدبلوماسية الهندية، إذ تخضع بالكامل لإدارة وإشراف وزارة الشؤون الخارجية.

## البنية البيروقراطية

### 1948-1964
كان الأمين العام المسؤول الأكبر في الوزارة حتى إلغاء المنصب في عام 1964. وكان توزيع المسؤوليات حتى ذلك الوقت على النحو التالي:
- الأمين العام هو المستشار الرسمي الرئيسي لرئيس الوزراء في المسائل المتعلقة بالسياسة الخارجية وهو المسؤول عن الإشراف العام على الوزارة.
- تولّى سكرتير الشؤون الخارجية الشُعَب الخاصة بالأمريكيتين والدول الغربية والشرقية والشعبة الجنوبية التي ضمت دول غرب آسيا وشمال إفريقيا. بالإضافة إلى ذلك، تولّى مسؤولية الأقسام التي تتعامل مع البروتوكولات والدعاية الخارجية والسجلات التاريخية. وتمثلت مهمته الرئيسية بالتنسيق بين مختلف الأقسام بالوزارة.
- تولّى سكرتير الكومنولث شؤون جميع دول الكومنولث باستثناء كندا التي كانت تابعة لشعبة الأمريكيتين. وتولّى أيضًا مسؤولية بلدان جنوب آسيا في الشعبة الجنوبية والشعبة الأفريقية.
- وكان السكرتير الخاص مسؤولاً عن إدارة الوزارة والوظائف والبعثات في الخارج.[3]

### الهيكل الحالي
وزير الخارجية هو أكبر موظف مدني ويرأس وزارة الشؤون الخارجية، يعاونه موظفون آخرون بمستوى أمناء.
- وزير الخارجية- فيجاي كيشاف غوخالي
- سكرتير(الغرب)- إيه. غيتيش سارما [5]
- سكرتير(الشرق)- فيجاي ثاكور سينغ
- سكرتير(العلاقات الاقتصادية)– تي إس تيرومورتي
- سكرتير(القنصلية وجوازات السفر والتأشيرات والشؤون الهندية في الخارج)- فيكاس سواروب
- السكرتير المشترك (الدعاية الخارجية) والمتحدث الرسمي– رافيش كومار[6]

## إدارة الشراكة الإنمائية
إدارة الشراكة الإنمائية هي هيئة تابعة لوزارة الشؤون الخارجية. مع ازدياد اهتمام الهند ببصمتها الاستراتيجية، أُسست إدارة الشراكة الإنمائية في عام 2013 بغية التنفيذ الفعال للمشاريع مع المهنيين من خلفيات متنوعة. تمتلك الهند حافظة مشاريع مستفيضة مع الدول المجاورة، بما فيها بوتان ونيبال وأفغانستان وجزر المالديف وسريلانكا وبنغلاديش إضافة إلى إفريقيا وأمريكا اللاتينية.
يرأس الهيئة سوجاتا ميهتا، أحد أبرز الدبلوماسيين في الهند والممثل السابق للهند في مؤتمر الأمم المتحدة لنزع السلاح في جنيف. ميهتا هو السكرتير الخاص في وزارة الشؤون الخارجية.

## الدبلوماسيون الكتاب في وزارة الشؤون الخارجية
فاز دبلوماسيون من دول أخرى مثل غابرييلا ميسترال وأوكتافيو باز وبابلو نيرودا وسانت جون بيرس وإيفو أندريك وجورج سيفريس بالجوائز كجائزة نوبل في الأدب. وفي الهند تحوّل دبلوماسيون بارزون إلى كتاب، بدؤوا حياتهم المهنية في السلك الدبلوماسي الهندي ووزارة الشؤون الخارجية مثل فيكاس سواروب ونافتيج سارنا وأبهاي كي.

## الموقع
يقع مكتب الوزارة في مبنى ساوث بلوك الذي يضم مكتب رئيس الوزراء ومكتب الدفاع. توجد المكاتب الأخرى للوزارة في مبنى جواهر لال نهرو ومبنى شاستري وباتيالا هاوس ومبنى آي إس آي إل.